# الدرع الخيرية 1972
الدرع الخيرية 1972 (بالإنجليزية: 1972 FA Charity Shield)‏ هو موسم من الدرع الخيرية. أقيم بتاريخ 5 أغسطس 1972، وفاز فيه نادي مانشستر سيتي.